# 云南松田鼠
云南松田鼠（学名：Neodon forresti），一种分布于中华人民共和国云南省西部及缅甸北部地区的啮齿动物，隶属于仓鼠科亚洲松田鼠属。本种由英国动物学家马丁·欣顿（Martin Hinton）于1923年发表描述。